# Rhodiola alsia
Rhodiola alsia är en fetbladsväxtart. Rhodiola alsia ingår i släktet rosenrötter, och familjen fetbladsväxter.

## Underarter
Arten delas in i följande underarter:
- R. a. alsia

Arten är utbredd i Yunnan och Tibet. Växer på steniga sluttningar vid höjden 3400 - 4800 m.
- R. a. kawaguchii

Arten är utbredd i Tibet. Växer på steniga sluttningar vid höjden 4400 - 4600 m.